# 烏爾塔山
9°08′58.55″S 77°31′21.88″W / 9.1495972°S 77.5227444°W

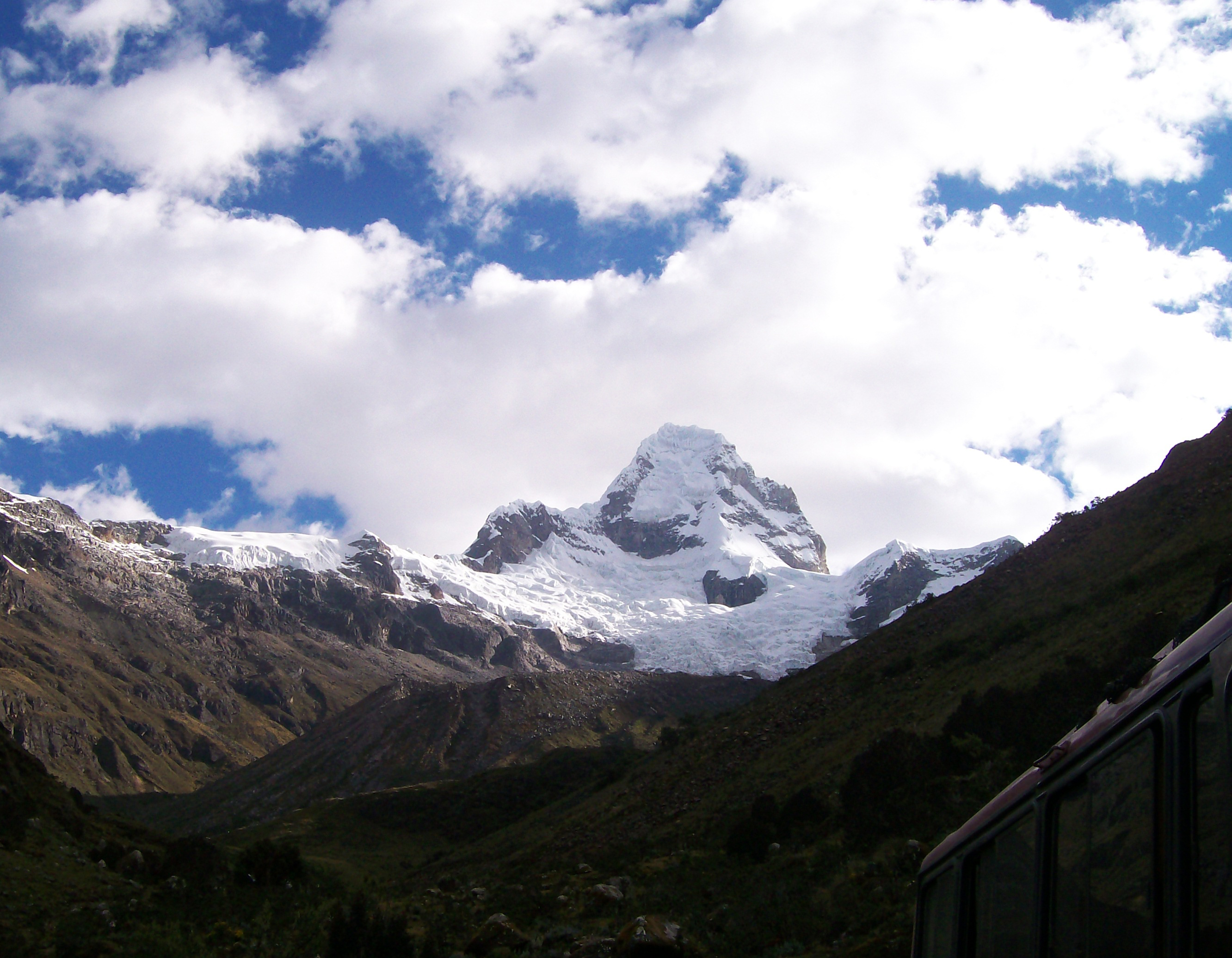

烏爾塔山（西班牙語：Ulta），是秘魯的山峰，位於該國北部安卡什大區，由阿松森省和卡爾瓦斯省負責管轄，屬於布蘭卡山脈的一部分，海拔高度5,875米。